# Istituto d'arte islamica L. A. Mayer
L'Istituto d'arte islamica L. A. Mayer (Ebraico: מוזיאון ל. א. מאיר לאמנות האסלאם, arabo: معهد ل. أ. مئير للفن الإسلامي) è un museo di Gerusalemme, fondato nel 1974. Situato all'angolo di HaPalmach Street a Katamon, lungo la strada dal Teatro di Gerusalemme, ospita ceramiche islamiche, tessuti, gioielli, oggetti cerimoniali e altri manufatti culturali islamici.

## Storia
Il museo è stato fondato da Vera Bryce Salomons, figlia di Sir David Lionel Salomons, in memoria del suo professore, Leo Aryeh Mayer, rettore dell'Università Ebraica di Gerusalemme, uno studioso di arte islamica che morì nel 1969. Ha nove gallerie organizzate in ordine cronologico, esplorando le credenze e l'arte della civiltà islamica. Oltre alla collezione privata di Mayer, il museo ospita antichi pezzi degli scacchi, domino e carte da gioco, pugnali, spade, elmi, tessili, gioielleria, oggetti in vetro, ceramica e metallo prodotti nei paesi islamici, dalla Spagna all'India. Una collezione di tappeti islamici è stata aggiunta nel 1999.

## Collezione di orologi rari
Una galleria del museo espone anche la collezione di orologi di David Salomons, nipote del primo sindaco ebreo di Londra. 
Il 15 aprile 1983, circa 200 oggetti, tra cui dipinti e dozzine di orologi rari, furono rubati quando il museo fu svaligiato. Tra gli orologi rubati c'era l'orologio noto come "Maria Antonietta", la cosiddetta "Monna Lisa" degli orologi, e il gioiello della corona della collezione di orologi, realizzato dal famoso orologiaio franco-svizzero Abraham-Louis Breguet per la regina Maria Antoinetta, del valore stimato di 30 milioni di dollari. Faceva parte di una collezione unica di 57 orologi Breguet donati al museo dalla figlia di Sir David Lionel Salomons, uno dei maggiori esperti di Breguet. 
Il caso è rimasto irrisolto per oltre 20 anni. Nell'agosto 2006, un perito di antichità di Tel Aviv ha contattato il museo segnalando che alcuni degli oggetti rubati erano detenuti da un avvocato di Tel Aviv la cui cliente li aveva ereditati dal marito deceduto e desiderava venderli al museo. Il prezzo iniziale richiesto era di $ 2 milioni (il valore del premio offerto in caso di ritrovamento), ma venne negoziato fino a $ 35.000. Tra gli articoli restituiti c'erano il "Maria Antonietta" e un prezioso orologio "Sympathique", anch'esso di Breguet. Una successiva ricerca di un magazzino in Israele ha prodotto documenti che hanno portato a cassette di sicurezza di proprietà di Na'aman Diller, in Israele, Germania, Paesi Bassi e Stati Uniti. La polizia ha identificato il cliente come Nili Shamrat, un israeliano espatriato che aveva sposato la Diller nel 2003. La Diller disse alla polizia che, poco prima della morte di suo marito, nel 2004, questi le confessò il possesso della refurtiva e le consigliò di vendere la collezione. Shamrat venne arrestato, nel maggio 2008, dopo che una perquisizione della casa da parte di investigatori israeliani e americani aveva trovato molti degli orologi rubati, alcuni rari dipinti del XVIII secolo e schede del catalogo che portavano il nome degli orologi e dei loro produttori. 
Il 18 novembre 2008, i funzionari di polizia francesi e israeliani hanno scoperto altri 43 orologi rubati in due casseforti di banche in Francia. Dei 106 orologi rari rubati nel 1983, 96 sono stati recuperati.
Il 3 aprile 2010, Shamrat è stato condannato a 300 ore di servizio alla comunità e ha ricevuto una condanna a cinque anni, sospesa, per il possesso di beni rubati.

## Arte araba contemporanea
Nel 2008, nel Museo è stata aperta una mostra collettiva di arte araba contemporanea, la prima di arte araba locale in un museo israeliano e la prima ad essere allestita da un curatore arabo. Tredici artisti arabi hanno partecipato all'esposizione.